# Übelngönne

Niederübelngönne um 1900 mit Treppenturm, Mühle und Kornhaus

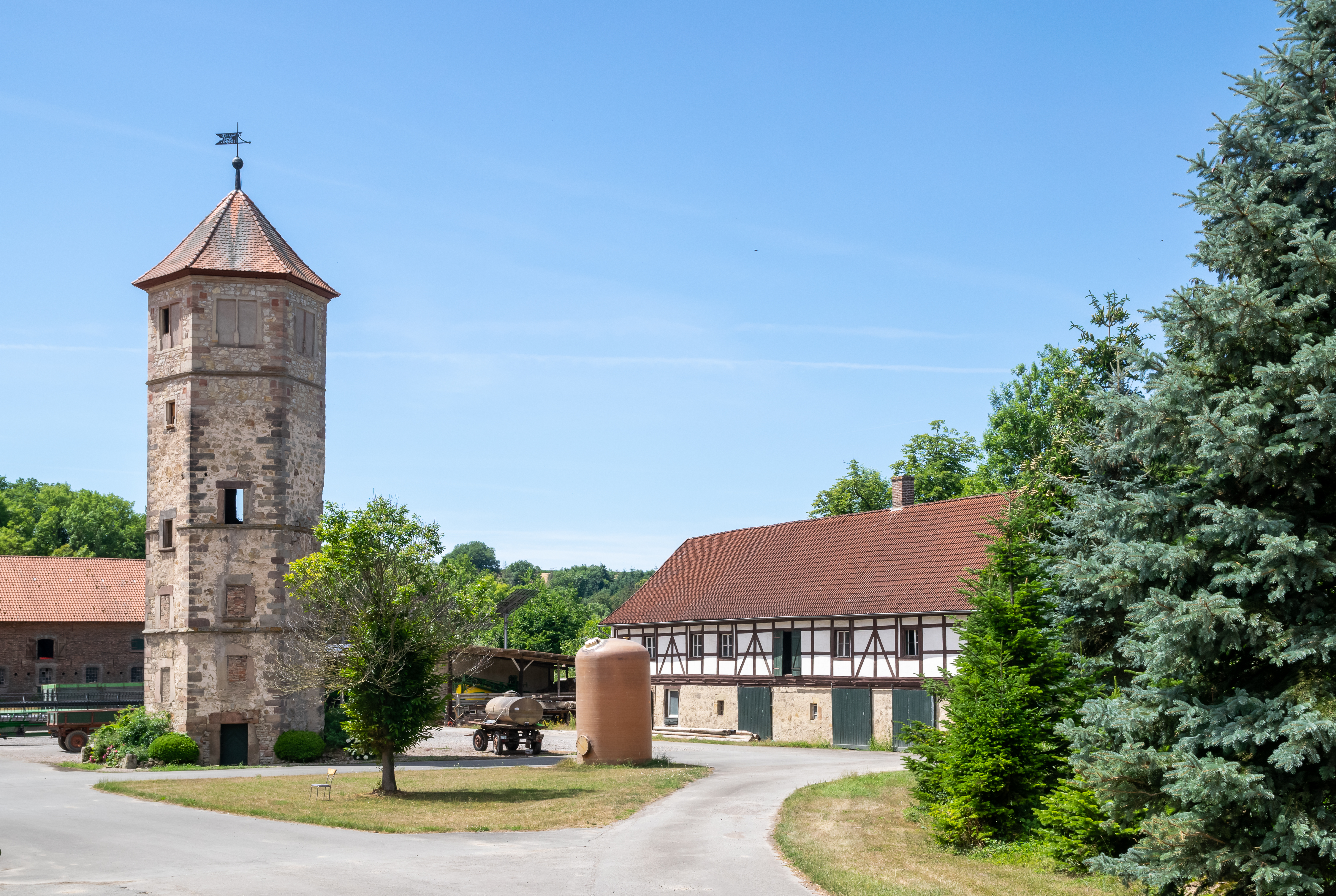
Identische Ansicht 2022

Übelngönne (auch Übelgönne) ist ein ehemaliges Rittergut im Tal der Eggel, 2 km südöstlich von Daseburg bei Warburg, Klingenburger Straße 112.

## Geschichte
Das Land um den Desenberg gehörte im Mittelalter den Herren Spiegel zum Desenberg. Bereits ab 1338 hatten die Ritter von Spiegel begonnen, ihren großen gemeinschaftlichen Besitz auf die Familienzweige aufzuteilen. 1558 wurden Friederich von Spiegel Güter in Übelgönne (= „Übelgunst“) an der Eggel übertragen. 1588 vereinbarten zudem die vier auf den Rittersitzen Rothenburg, Klingenburg, Übelngönne und Bühne ansässigen Zweige der Spiegel-Familie, sich gegenseitig beim Aussterben einer Linie im Mannesstamm als Erbe einzusetzen. Friederich von Spiegel und seine Frau Elisabeth von Rottorp ließen sich ein dreigeschossiges massives Wasserschloss im Renaissancestil erbauen, das 1596 vollendet wurde und dessen sechseckiger Treppenturm noch erhalten ist. Nach Schloss Schweckhausen (1581) und Schloss Borlinghausen (1587) war Übelngönne somit das dritte von mehreren Renaissance-Wasserschlössern, die Mitglieder der Spiegelfamilie sich in kurzer Zeit hintereinander bauen ließen. Zu dem Gut kamen in den Folgejahren noch eine Wassermühle, ein Kornhaus und weitere Nebengebäude dazu.
Um 1700 wurde das Gut geteilt und 1703 erfolgte etwas erhöht auf der anderen Seite der Eggel der Bau eines zweiten Herrenhauses. Ein Sandstein mit der Jahreszahl und den Wappen der Familie von Spiegel (drei Spiegel) und von Oeynhausen (Leiter) weist darauf hin, dass der aus der Spiegel-Familie stammende Besitzer eine Frau von Oeynhausen geheiratet hat. Danach wurde das Gut mit dem neuen barocken Herrenhaus Oberübelngönne und Gut mit dem Wasserschloss Niederübelngönne genannt.
Mitte des 18. Jahrhunderts entstand links neben dem Haus Oberübelngönne ein weiteres Wohnhaus mit einläufiger Freitreppe und hohem Kellergeschoss. Einige dort eingefügte Sandsteinplatten zeigten das Wappen der Familie von Spiegel und das Wappen der Familie von Haxthausen (Wagenflechte), aus dem sich eine eheliche Verbindung zu der Familie von Haxthausen erschließen lässt.
1828 befanden sich Ober- und Niederübelngönne wieder in einer Hand, nämlich in Besitz des Halberstädter Domherrn Werner Friedrich Julius Stephan von Spiegel. Zum Gut gehörten 1000 Morgen Land und Wiesen und 1500 Morgen „Waldungen“ und es hatte einen Wert von 100.000 Talern. Um 1860 umfassten die Güter immer noch 1067 Morgen Land.
1929 erwarb der Kreis Warburg Übelngönne und bildete daraus zwei größere landwirtschaftliche Betriebe und eine Reihe von Nebenerwerbsbetrieben. Der bisherige Pächter, der Warburger Kohlenhändler Johann Kroll, erwarb das Restgut und die Gebäude. Das historische Kornhaus, die Mühle und das kleinere Herrenhaus von Oberübelngönne verfielen und wurden nacheinander in der 2. Hälfte des 20. Jahrhunderts abgebrochen.

## Gebäude
Von dem ursprünglichen Wasserschloss Niederübelngönne ist heute nur noch der sechseckige Treppenturm erhalten, dessen Außenseiten je 3,31 m breit sind. Die unregelmäßigen Maueranschlüsse lassen erkennen, dass das Wohngebäude ein hohes Kellergeschoss und zwei Wohngeschosse gehabt haben muss. Im Inneren des Turmes ist eine Spindeltreppe aus Sandstein erhalten. Am mittleren Geschoss ist eine Wappentafel mit der Jahreszahl 1596 und einem Doppelwappen der Familien von Spiegel (drei Spiegel) und von Rottorp (drei linke halbe Kammräder) eingebaut mit der Inschrift:
FRIDERICH.SPEGEL.HAT.GEBVWT

VND.GOT.DEM.HERN.ALZEIT.VERTRVT

LISABET.VON ROTTARP.SEIN FRAVW.EHLIG

GOT.MACHE.SE.ALLZEIT.SELICH.
In der Wetterfahne befindet sich ein Schild mit zweimal drei Spiegeln und der Inschrift: WA.BSZD.1807.
Die weiteren landwirtschaftlichen Nebengebäude, die den Hof umgeben, stammen aus dem späten 19. Jahrhundert.
Das 1703 erbaute Herrenhaus Oberübelngönne ist ein schlichter, symmetrischer Barockbau. Es besteht aus einem hohen Untergeschoss mit Tonnengewölben, einem verputzten Hauptgeschoss mit einem Mitteleingang und je vier Fensterachsen links und rechts, hinter dem die Wohnräume liegen, und einem Krüppelwalmdach. Eine stattliche, zweiläufige Freitreppe aus Sandstein ist dem Haus vorgelagert.

## Persönlichkeiten
- Ernst Bernhard Lohrmann, deutsch-finnischer Architekt